# Miguel Oliveros
Miguel Oliveros Tovar (La Coruña, 17 de marzo de 1924 - Madrid, 16 de noviembre de 1985) fue un escritor español, más conocido bajo los seudónimos de Keith Luger, Bronco Mike, Miguel Romano y Jay Kanata. Escribió más de 500 novelas cortas y seis guiones de películas. Entre sus escritos predominan las novelas del Oeste, la ciencia ficción, el género policial, de terror y románticas.

## Biografía
Miguel Oliveros Tovar nació el 17 de marzo de 1924 en La Coruña, Galicia, España, hijo de Juan Oliveros Bueno y de Presentación Tovar Rivas, ambos nacidos en la provincia de Granada. Su padre pertenecía al cuerpo de sanidad militar, por lo que la familia estuvo destinada en La Coruña, Melilla y finalmente Valencia. El 22 de diciembre de 1952 contrajo matrimonio con Elvira Suay, con quien tuvo tres hijas: Noemí, Carmen y Silvia. 
Licenciado en Derecho, era abogado criminalista y obtuvo una plaza de funcionario en el Ayuntamiento de Valencia, donde empezó a trabajar en 1949. En 1951, sus dos primeras novelas fueron editadas por él mismo y autopublicadas para darse a conocer en Ediciones Batería, y las ilustró su hermano Rafael, psiquiatra que se establecería después en Canadá. Al recibir buenos estipendios por parte de la editorial Bruguera para sus novelas, decidió pedir una excedencia  y finalmente renunciar para dedicarse a la literatura.  Publicó novelas de diversos géneros y bajo varios seudónimos. Entre 1953 y 1972 (las últimas fueron póstumas), publicó más de mil novelas de casi todos los géneros: oeste, policíaco, ciencia ficción y sentimental.
En 1968 se trasladó con su familia a Madrid, donde falleció el 16 de noviembre de 1971.

## Obras publicadas
Algunas de las obras publicadas como Keith Luger son:
- 1971 - Año 2000: fin del mundo. Colección: "La Conquista del Espacio (editorial Bruguera)"
- 1966 - Me casé con un vampiro. Colección: Punto Rojo (editorial Bruguera)
- 1970 - ¡Qué hermosa eres, muerte! . Colección: Servicio Secreto (editorial Bruguera)

## Filmografía
Escribió las historias o guiones de las siguientes películas:
- 1967 - Chinos y minifaldas (historia)
- 1971 - Los amores de Don Juan (historia, como Miguel Oliveros)
- 1971 - El Cristo del Océano (como Miguel Oliveros)
- 1973 - El juez de la soga
- 1974 - Uno para la horca
- 1974 - Los fríos senderos del crimen (historia)